# Contraalmirante

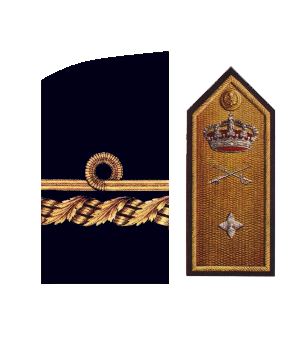
Divisas de contralmirante de la Armada Española.

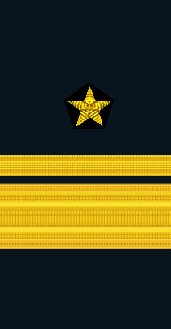
Entorchado de Manga de contralmirante de la Armada de Chile.

Contraalmirante o contralmirante es un grado militar del escalafón de oficiales de la Armada, equivalente al de general de brigada o mayor general en los ejércitos de tierra o en las fuerzas aéreas. Es el grado de oficial general por encima de capitán de navío, comodoro, o almirante de flotilla e inmediatamente inferior al de vicealmirante.
En España, las divisas de contralmirante son 1 entorchado y sobre este, 1 galón de 14 mm formando una «coca» en las bocamangas; en las palas, que son de color dorado, el grado se representa por 1 bastón de mando y 1 sable cruzados (símbolo tradicional del generalato) sobre 1 estrella plateada de 4 puntas; sobre todo el conjunto, 1 corona real.
Los grados del almirantazgo en la Armada Española son:
- Contralmirante
- Vicealmirante
- Almirante
- Almirante general
- Capitán general de la Armada

En la Armada Argentina lleva un galón de 28 mm y un galón de 14 mm, este formando una «coca».
En la marina de los Estados Unidos existen dos grados de contraalmirante: Rear Admiral-lower half (una estrella), equivalente al grado O-6 OTAN,  y Rear Admiral (dos estrellas) equivalente al  grado O-7 OTAN.
En Chile, existe el grado desde 1818, cuando reemplazó a la denominación de Jefe de Escuadra. El Capitán de Navío con al menos cinco años en el grado puede ascender a Contraalmirante y permanece en el grado un tiempo mínimo de dos años. El Oficial que accede a este grado es un Capitán de Navío que es rigurosamente seleccionado por el Alto Mando con base en sus condiciones profesionales, morales y personales, y propuesto su ascenso al presidente de la República, quien lo aprueba en última instancia. Durante la permanencia en el grado se puede desempeñar como Comandante en Jefe de una Zona Naval, Director de alguna de las Direcciones Técnicas de la Armada o Comandante de una Fuerza Operativa o de Apoyo Operativo. Su distintivo es un galón dorado de 45 mm ubicado en la bocamanga y sobre este un galón dorado de 16 mm, sobre el conjunto, se ubica una estrella dorada.
En la Marina de Guerra del Perú, lleva 2 soles dorados y por encima un ancla dorada.
En Panamá, lleva un galón de 28 mm, un galón de 14 mm y una estrella de cinco puntas.